# Fischerei in Äthiopien

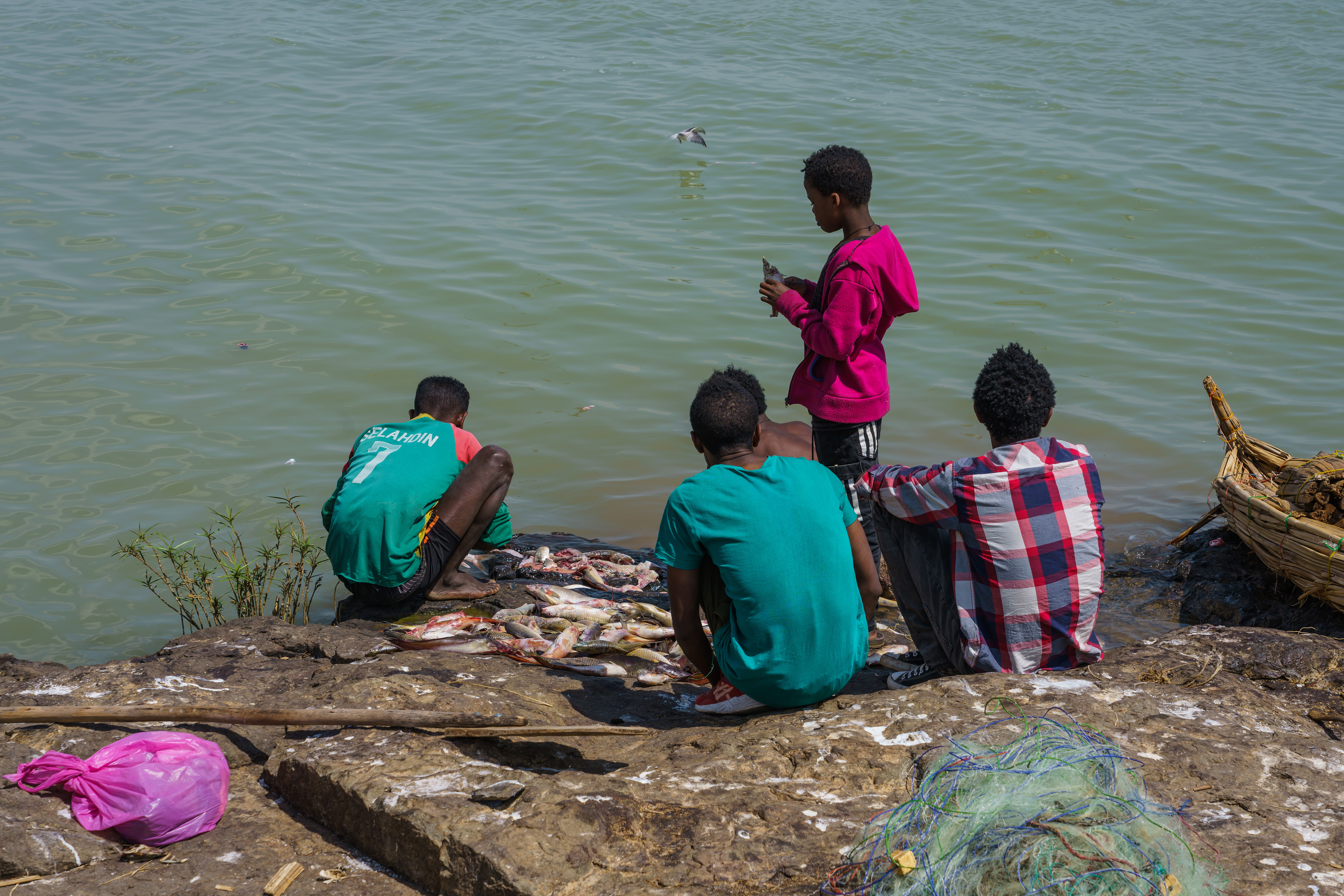
Fischer mit Fang am Tanasee

Der Fischfang und die Fischzucht haben in Äthiopien eine lange Tradition, sie haben jedoch aufgrund der Binnenlage des Landes seit der Unabhängigkeit der ehemaligen Küstenprovinz Eritrea an Bedeutung verloren. Heutzutage ist die Fischerei zumeist auf die Binnengewässer des Landes beschränkt.
Äthiopien hat allerdings auch viele Seen, Flüsse und Stauseen. Jedoch trug die Fischerei zu weniger als ein Prozent des Bruttoinlandsprodukts im Jahr 1987 bei. Weiterhin berichten mehrere Studien, dass auch im Jahr 2001 tatsächlich nur 15.389 Tonnen gefangen wurden, 30 Prozent des geschätzten Potenzials von 51.481 Tonnen.
Frischer Fisch wird vor allem in der Nähe der Seen des Großen Afrikanischen Grabenbruchs konsumiert. Außerhalb dieser Gebiete jedoch ist Binnenmarkt für die Fischerei klein. Zwei Faktoren tragen zu diesem niedrigen Niveau des lokalen Verbrauchs an Fisch bei: Erstens sind Fische nicht in die Ernährung der meisten Einwohner integriert worden. Zweitens, wegen der religiösen Einflüsse auf die Konsumgewohnheiten, ist die Nachfrage nach Fisch nur saisonal. Während der Fastenzeit, zum Beispiel, verzichten Christen auf den Verzehr von Fleisch, Milch und Eiern, und konsumieren daher die Fische.
Obwohl der zweite fünfjährige Landwirtschaftliche Entwicklungsplan (2001–2005) eine Reihe von Zielvorgaben legte, um den Ertrag der landesweiten Fischerei zu verbessern, sind eine Reihe von Problemen zu überwinden. Bundes- und Landesgesetze über gewerbliche Fischerei existierten bis 2002/2003 nicht. Dies hat zur lokalisierten Überfischung geführt. Einige kommerziell wichtige Arten sind bereits unter Überfischung, einschließlich der Nilbarsch in Chamosee und der Tilapia im Awassasee sowie im Zway-See.